# Ordem do Dogwood
Ordem do Dogwood foi a maior honra civil da província da Colúmbia Britânica para o serviço público, de 1966 a 1989. Apenas treze indivíduos receberam essa honra.

## História
O predecessor da Ordem do Dogwood, chamado Medalhão de Dogwood, foi criado pelo governo provincial em 1958 para marcar o centenário do estabelecimento da Colônia da Colúmbia Britânica. A Ordem do Dogwood foi criada por uma Ordem em Conselho durante uma reunião de gabinete provincial realizada em Fort Langley, em 19 de novembro de 1966. para marcar o centenário da união da Colônia da Colúmbia Britânica com a Colônia da Ilha Vancouver. Imediatamente após a reunião do gabinete, o tenente-governador George Pearkes (um futuro destinatário da honra) deu seu consentimento à criação da honra, que foi então apresentada aos primeiros destinatários no jantar "Douglas Day" que se seguiu.
Os cinco primeiros destinatários foram a Rainha Elizabeth II, a Rainha-mãe, o Visconde Amory (então Governador da Companhia da Baía de Hudson), Sir Robert Bellinger (então Lord Mayor de Londres), Clarence Wallace e Frank Mackenzie Ross; Bellinger e Ross estavam presentes para a cerimônia.
A Ordem do Dogwood foi a mais alta honra provincial até 1989, quando foi substituída pela Ordem da Colúmbia Britânica. A última pessoa que recebeu a Ordem do Dogwood foi Terry Fox, que a recebeu em 1980.

## Prêmio
A concessão do prêmio não se limitou aos residentes da Colúmbia Britânica. O prêmio não pode ser concedido a uma pessoa que atualmente ocupa cargos públicos sob a autoridade da província.
Os destinatários receberam uma medalha atingida em ouro, com a imagem da flor de dogwood de um lado e o brasão provincial em outro. Os beneficiários também receberam um certificado emitido sob o Grande Selo da Colúmbia Britânica.